# Djebil
Djebil es un pueblo en la provincia de Bumerdés en Cabilia, dentro de Argelia.

## Ubicación
El pueblo está rodeado por el río Boumerdès y el río Beni Arab, y también por la ciudad de Boumerdès en la cordillera de Khachna.

## Zawiya
- Zawiya de Sidi Boumerdassi

## Personas
- Cheikh Boumerdassi, Teólogo argelino ;
- Mohamed Boumerdassi, Artista argelino ;